# 편측 무시
편측 무시 또는 편측 공간 무시는 뇌의 한쪽 반구가 손상된 후(예: 뇌졸중 후) 뇌 손상 반대쪽 공간(대측 병변 공간)에 대한 주의력 및 인식의 결핍이 관찰되는 신경심리학적 상태이다. 이는 사람이 신체나 환경의 반대쪽 측면에 대한 자극을 처리하고 인식할 수 없는 것으로 정의된다. 반구 무시는 매우 일반적으로 손상된 반구의 반대측이지만, 동측 병변 무시(병변과 같은 쪽)의 사례도 보고되었다.

## 같이 보기
- 두 흐름 가설 (two-streams hypothesis)
- 실인증
- 질병인식불능증
- 맹시
- 뇌손상
- 망상